# Fanfare Wilhelmina (Hoogeloon)
Fanfare Wilhelmina is een Nederlandse fanfare uit Hoogeloon.
De fanfare werd opgericht in 1907 en bestaat uit een blaasorkest en een percussiegroep. Het blaasorkest komt anno 2021 uit in de tweede divisie van de Koninklijke Nederlandse Muziek Organisatie (KNMO). De percussiegroep speelt op het hoogste niveau. De fanfare kent daarnaast ook drie opleidingsorkesten.